# Gare de Saint-Germain-du-Puy
Gare de Saint-Germain-du-Puy vasútállomás Franciaországban, Saint-Germain-du-Puy településen.

## Vasútvonalak
Az állomást az alábbi vasútvonalak érintik:
- Vierzon-Saincaize-vasútvonal

## Kapcsolódó állomások
A vasútállomáshoz az alábbi állomások vannak a legközelebb:
- Gare d’Avord (Gare de Saincaize, Vierzon-Saincaize-vasútvonal)
- Gare de Bourges (Gare de Vierzon-Ville, Vierzon-Saincaize-vasútvonal)